# Wiktor Sydorenko
Wiktor Klawdijowycz Sydorenko (ukr. Віктор Клавдійович Сидоренко, ros. Виктор Клавдиевич Сидоренко, ur. 21 sierpnia 1972 w Kałyniwce) – ukraiński piłkarz występujący na pozycji pomocnika, posiadający również polski paszport.

## Kariera klubowa
Wiktor Sydorenko zaczynał profesjonalną karierę w 1989 roku w Karpatach Lwów, z którymi występował w III lidze ZSRR. Po rozpadzie Związku Radzieckiego wyjechał w 1991 roku do Stanów Zjednoczonych, gdzie występował w amatorskim klubie Philadelphia Trizub, założonym przez emigrantów ukraińskich. Potem był zawodnikiem Karpat Kamionka Bużańska i ponownie Karpat Lwów. W 1992 roku wziął z tym zespołem udział w inauguracyjnym sezonie ukraińskiej Wyższej lihi. Lata 1992-1993 spędził on jako zawodnik Skały Stryj.
W połowie 1993 roku Wiktor Sydorenko przeniósł się do Hutnika Kraków. Spędził w tym klubie półtora roku w I lidze, po czym został wypożyczony do Stali Rzeszów, stając się pierwszym obcokrajowcem w historii tego zespołu. Po zakończeniu okresu wypożyczenia Sydorenko przeniósł się do Wisły Kraków. Jego transfer wzbudził wówczas wątpliwości natury proceduralnej, w rozstrzygnięcie których zaangażowana została UEFA. Ostatecznie Sydorenko został zgłoszony do rozgrywek w barwach Wisły, która na koniec sezonu 1995/1996 pod wodzą Henryka Apostela uzyskała promocję do I ligi. Sydorenko miał wydatny udział w awansie, wystąpił w 31 z 34 spotkań ligowych. Zapisał się on również w historii klubu jako pierwszy obcokrajowiec, który strzelił gola dla Wisły w oficjalnym spotkaniu II ligi.
Po dwóch sezonach w Ekstraklasie Sydorenko odszedł do Wawelu Kraków, potem przeniósł się do KSZO Ostrowiec Świętokrzyski, gdy trenerem został tam Henryk Apostel. Po sezonie 1998/1999, kiedy klub nie zdołał awansować do pierwszej ligi, Sydorenko na dwa sezony powrócił do macierzystego Dynama Lwów, po czym przez rok występował w niemieckim klubie SV Waren 09.
W sezonie 2002/2003 Wiktor Sydorenko ponownie został graczem Hutnika Kraków. W latach 2003–2007 występował on w Bronowiance Kraków, z którą balansował pomiędzy V ligą a VI ligą. Sydorenko pełnił również w tym zespole funkcje grającego trenera oraz szkoleniowca rezerw. Z powodów finansowych odszedł on z klubu w 2007 roku, po czym zakończył karierę zawodniczą.

## Kariera reprezentacyjna
Wiktor Sydorenko grał w reprezentacji ZSRR U-21 oraz w reprezentacji Ukrainy U-21.

## Życie prywatne
Wiktor Sydorenko jest mężem Wandy Lityńskiej-Sydorenko, która jest byłą reprezentantką Polski w tenisie stołowym oraz 6-krotną mistrzynią Polski w barwach KTS Tarnobrzeg. W latach 2003–2007 oboje związani byli z Bronowianką Kraków.